# Atractodenchelys robinsorum
Atractodenchelys robinsorum är en fiskart som beskrevs av Emma S. Karmovskaya 2003. Atractodenchelys robinsorum ingår i släktet Atractodenchelys och familjen Synaphobranchidae. Inga underarter finns listade.